# 邓恩熙
邓恩熙（2005年4月18日—），出生于重庆市，中国内地女演员。2016年，因参演个人首部电影《嫌疑人X的献身》而正式进入演艺圈。

## 影视作品

### 电视剧
| 播出時間 | 劇名                 | 角色       | 備註   |
| 2017年   | 《我们的少年时代》   | 邢姗姗     |        |
| 2019年   | 《极限17：滑魂》     | 陈晞明     | 网络剧 |
| 2019年   | 《没有秘密的你》     | 少年林星然 | 网络剧 |
| 2020年   | 《唐人街探案》       | 小爱       | 网络剧 |
| 2020年   | 《天醒之路》         | 苏唐       |        |
| 2021年   | 《十二谭》           | 小鱼       | 网络剧 |
| 2021年   | 《我和我的时光少年》 | 陆苗       | 网络剧 |
| 2023年   | 《外婆的新世界》     | 窦绮       |        |
| 2024年   | 《唐人街探案2》      | 小爱       | 网络剧 |
| 2024年   | 《长乐曲》           | 颜幸       |        |
| 2025年   | 《围猎》             | 伍之安     | 网络剧 |
| 待播     | 《大鼻子情聖》       | 陳雅南     | 网络剧 |
| 待播     | 《我的妈妈是校花》   | 青年孔桂芳 | 网络剧 |
| 待播     | 《方圓八百米》       | 高松格     | 网络剧 |
| 待播     | 《花开锦绣》         | 傅庭芸     |        |

### 电影
| 上映時間 | 電影名稱           | 角色                |
| 2017年   | 《嫌疑人X的献身》  | 陈晓欣              |
| 2018年   | 《你好，之华》     | 袁睦睦 / 少年袁之南 |
| 2018年   | 《无名之辈》       | 马依依              |
| 2020年   | 《风平浪静》       | 万小宁              |
| 2020年   | 《少女佳禾》       | 李佳禾              |
| 2021年   | 《二哥来了怎么办》 | 杨听雨              |
| 2021年   | 《扬名立万》       | 夜莺                |
| 2023年   | 《會考試的猛獁象》 | 赵安安              |
| 待上映   | 《花明渡》         | 陳花                |
| 待上映   | 《怒江》           | 季红                |

## 综艺节目
| 播出時間 | 播出平台        | 節目名稱              | 備註                          |
| 2016年   | 湖北卫视        | 《英雄少年镇》        |                               |
| 2019年   | CCTV-6 电影频道 | 《青春季·进校园》     |                               |
| 2019年   | 腾讯视频        | 《演员请就位》        |                               |
| 2020年   | CCTV-6 电影频道 | 《青春诗会》          |                               |
| 2021年   | 浙江卫视        | 《精神的力量》        |                               |
| 2021年   | 湖南卫视        | 《快乐大本营》        | 20210710期 二哥來了怎麼辦宣傳 |
| 2021年   | 芒果TV          | 《甜蜜的任务》        | 20210718期 二哥來了怎麼辦宣傳 |
| 2023年   | 湖南卫视        | 《你好，星期六》      | 20231118期                    |
| 2023年   | 北京卫视        | 《食养中国》          |                               |
| 2023年   | 浙江卫视        | 《奔跑吧·生态篇》     |                               |
| 2024年   | 江苏卫视 / 抖音 | 《大热门来了》        |                               |
| 2024年   | 芒果TV          | 《花兒與少年第六季》  |                               |
| 2024年   | 芒果TV          | 《阿福的派對‧長樂曲》 | 長樂曲團綜                    |
| 2024年   | 湖南衛視        | 《你好，星期六》      | 20240928期 長樂曲劇組         |
| 2024年   | 湖南衛視        | 《你好，星期六》      | 20241019期 花兒與少年6團建    |

## 音樂作品
| 年份   | 歌曲名稱   | 劇名         | 性質   | 備註         |
| 2020年 | 柔軟的火焰 | 電影少女佳禾 | 推廣曲 |              |
| 2024年 | 只願你一人 | 電視劇長樂曲 | 片尾曲 | 與丁禹兮合唱 |

## 獎項紀錄
| 年份   | 頒獎典禮               | 獎項                                           | 作品               | 角色   | 結果 |
| 2019年 | 第三屆平遙國際電影展   | 臥虎單元                                       | 《少女佳禾》       | 不適用 | 提名 |
| 2020年 | 第23屆上海國際電影節   | 電影頻道 傳媒關注單元 最受傳媒關注新人女演員獎 | 《少女佳禾》       | 李佳禾 | 獲獎 |
| 2020年 | 第三屆海南島國際電影節 | H!Future新人榮譽年度女演員                     | 《會考試的猛獁象》 | 趙安安 | 獲獎 |
| 2024年 | 第八屆平遙國際電影展   | 藏龍單元                                       | 《怒江》           | 不適用 | 提名 |
| 2024年 | 東京國際電影節         | 世界焦點單元                                   | 《怒江》           | 不適用 | 提名 |
| 2025年 | 微博電視劇大賞         | 2024年度人氣劇集                               | 《長樂曲》         | 不適用 | 獲獎 |
| 2025年 | 聖丹斯電影節           | 世界劇情片競賽單元                             | 《花明渡》         | 不適用 | 提名 |